# THE UNWAVERING FACT OF TOMORROW TOUR2010-2011
『THE UNWAVERING FACT OF TOMORROW TOUR2010-2011』（ジ・アンウェイヴァリング・ファクト・オブ・トゥモロウ・ツアー2010-2011）は、2010年6月29日から2011年1月6日にかけて行われた、日本のロックバンドDIR EN GREYの国内ライブツアー。
ならびに2011年9月5日に発売された、同ライブの模様を収録した写真集。

## 書籍
- 2010年6月29日から2011年1月6日にかけて行われたツアー『THE UNWAVERING FACT OF TOMORROW TOUR2010-2011』の写真集。
- 購入特典としてオリジナルステッカーが付いた。また、初版限定特典としてPC用と携帯用のオリジナル画像が付いた。

## 日程

### THE UNWAVERING FACT OF TOMORROW TOUR2010

#### 前半
- 6月29日 - 新木場STUDIO COAST
- 6月30日 - 新木場STUDIO COAST
- 7月4日 - Zepp Nagoya
- 7月7日 - なんばHatch
- 7月8日 - なんばHatch
- 7月10日 - Zepp Fukuoka
- 7月15日 - サッポロファクトリーホール
- 7月20日 - 新木場STUDIO COAST
- 7月21日 - 新木場STUDIO COAST

#### 後半
- 10月15日 - 品川ステラボール
- 10月20日 - Zepp Sendai
- 10月22日 - 横浜BLITZ
- 10月25日 - 新木場STUDIO COAST
- 10月26日 - 新木場STUDIO COAST
- 10月28日 - 新木場STUDIO COAST
- 11月6日 - Zepp Fukuoka
- 11月7日 - 岡山CRAZYMAMA KINGDOM
- 11月9日 - なんばHatch
- 11月10日 - なんばHatch

### THE UNWAVERING FACT OF TOMORROW TOUR2010-2011
- 12月27日 - Zepp Tokyo
- 12月28日 - なんばHatch
- 12月31日 - Zepp Nagoya
- 1月1日 - Zepp Nagoya
- 1月5日 - 新木場STUDIO COAST
- 1月6日 - 新木場STUDIO COAST